# 三菱Eterna
三菱Eterna（日语：三菱·エテルナ）乃日本三菱汽車於1978年至1996年之間所開發生產的緊湊型轎車（第1至2代）或中型車（第3至5代）。

## 概要
該車款為三菱Galant的兄弟車，車體風格除了四門轎車之外，第三代還設定了四門硬頂轎車，第四代則有五門揭背車。Galant由「Galant」銷售管道專售，Eterna則透過「Car Plaza」體系。關於車名「Eterna」，在義大利語中意謂「永恆」。
依據原廠的命名，本條目一併記載下述車名：
- 三菱Galant Σ Eterna（（日語）三菱・ギャランΣエテルナ）
- 三菱Eterna Σ（（日語）三菱・エテルナΣ）
- 三菱Eterna SAVA（（日語）三菱・エテルナSAVA）

## 歷史

### 第一代（1978年-1980年）
1978年 - 3月隨著佈建「Car Plaza」銷售網，Galant Σ的兄弟車「三菱Galant Σ Eterna」順勢推出（但1980年更名成「三菱Eterna Σ」），其差異在於不規則方形頭燈以及直式分割的車尾燈。

### 第二代（1980年-1983年）
1980年 - 5月隨著大改款的第四代三菱Galant Σ而上市，差異在於較小的水箱罩與尾燈。發表之時邀請女歌手桑江知子擔任產品代言人，同年10月起改用女演員星野知子。

### 第三代（1983年-1990年）
1983年 - 9月大改款的第三代Eterna Σ問世，僅有四門轎車車型，產品代言人和第五代三菱Galant Σ一樣是男演員高倉健。上一代的五門旅行車仍然繼續發售，直至1985年為止。
1984年 - 和兄弟車Galant Σ在10月時一同推出四門硬頂轎車車型。
1986年 - 2月3日實施小改款，換裝大幅修改燃燒室的新式旋風引擎，具備ECI-MULTI電子控制多點燃料噴射裝置（Electronic Controlled Injection-Multi）。四門轎車改變引擎蓋、水箱罩及尾燈周邊的設計，四門硬頂轎車同樣改變水箱罩及尾燈周邊的設計，但頭燈改成黃色燈罩。10月新增2.0L V型六缸SOHC 6G71型引擎，從此2.0L直列四缸引擎成為渦輪增壓車型專屬。
1990年 - 四門轎車至1988年11月之後改朝換代，但四門硬頂轎車則銷售至1990年5月，交棒給三菱Diamante。

### 第四代E32/33/34/35/39A系（1988年-1992年）
1988年 - 10月正式上市，依據原廠對產品線的規畫，區分成四門轎車及五門揭背車兩種車體風格。至於旗艦車款，Galant設有三菱Galant VR-4，Eterna車系則稱為「ZR-4」，同樣搭載2.0L直列四缸DOHC 4G63T型渦輪增壓引擎。
1989年 - 10月實行小改款，入門等級車型除外，其餘改採用內置霧燈的大型保險桿，2.0L直列四缸DOHC 4G63/G63B型引擎的最大馬力拉高至145ps。「ZR-4」追加四速自排變速箱，但馬力降至210ps；手排車反倒提升成220ps。追加「Eterna SAVA」車型，具備專屬水箱罩及尾燈組，以及車頂後端矮了25mm，故C柱的傾斜度比Galant平緩、三角車窗面積也稍大；然而此車型僅有自然進氣引擎而已。
1990年 - 10月實施部分改良，全車系將車門防撞樑列為標配，旗艦車型追加免鑰匙感應門鎖系統（keyless entry system）、電動調整駕駛座椅等配備，「ZR-4」手排車型之馬力又提升至240ps，SAVA追加「2.0 DOHC LX」車型。
1992年 - 5月正式停產。

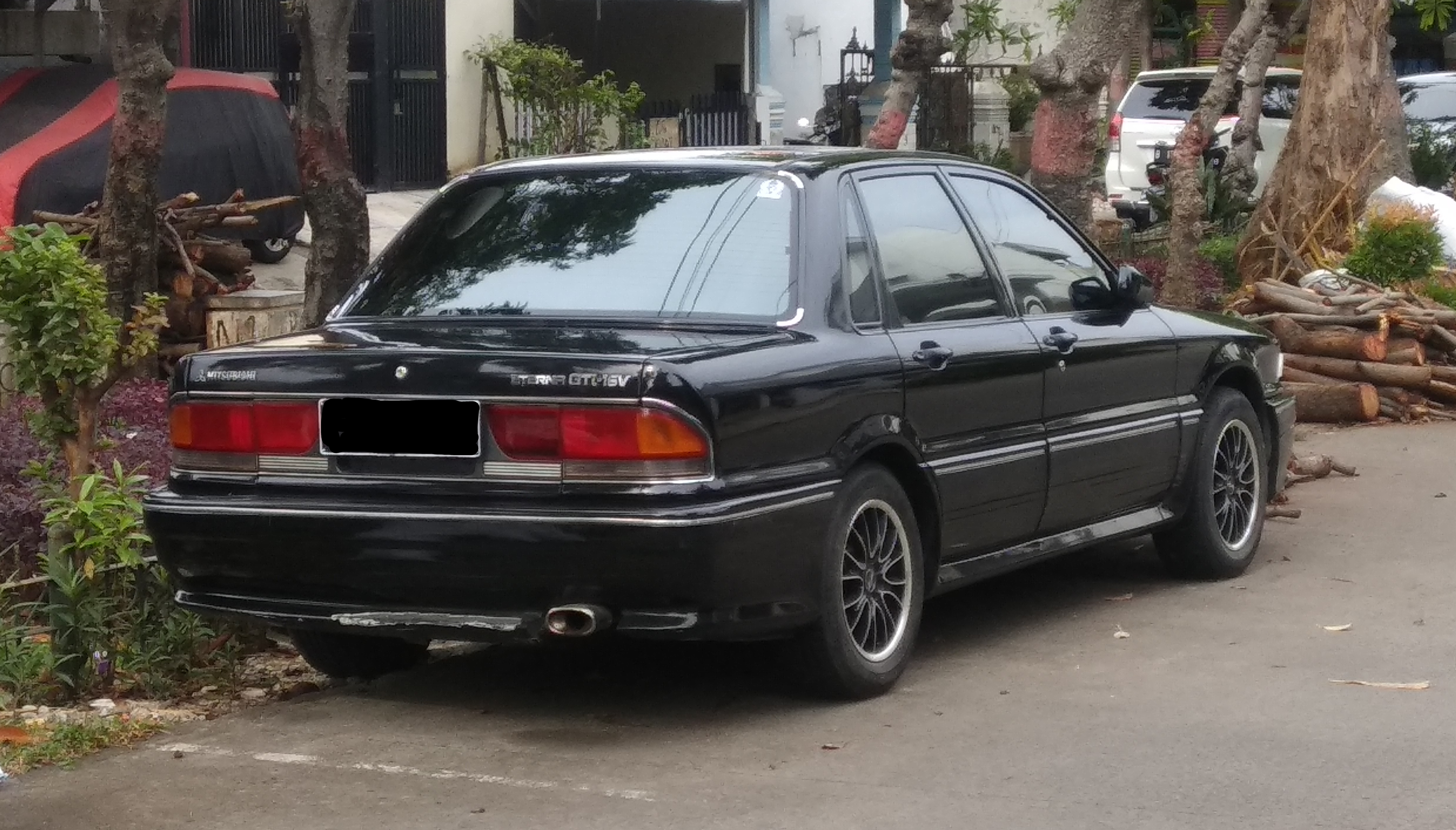
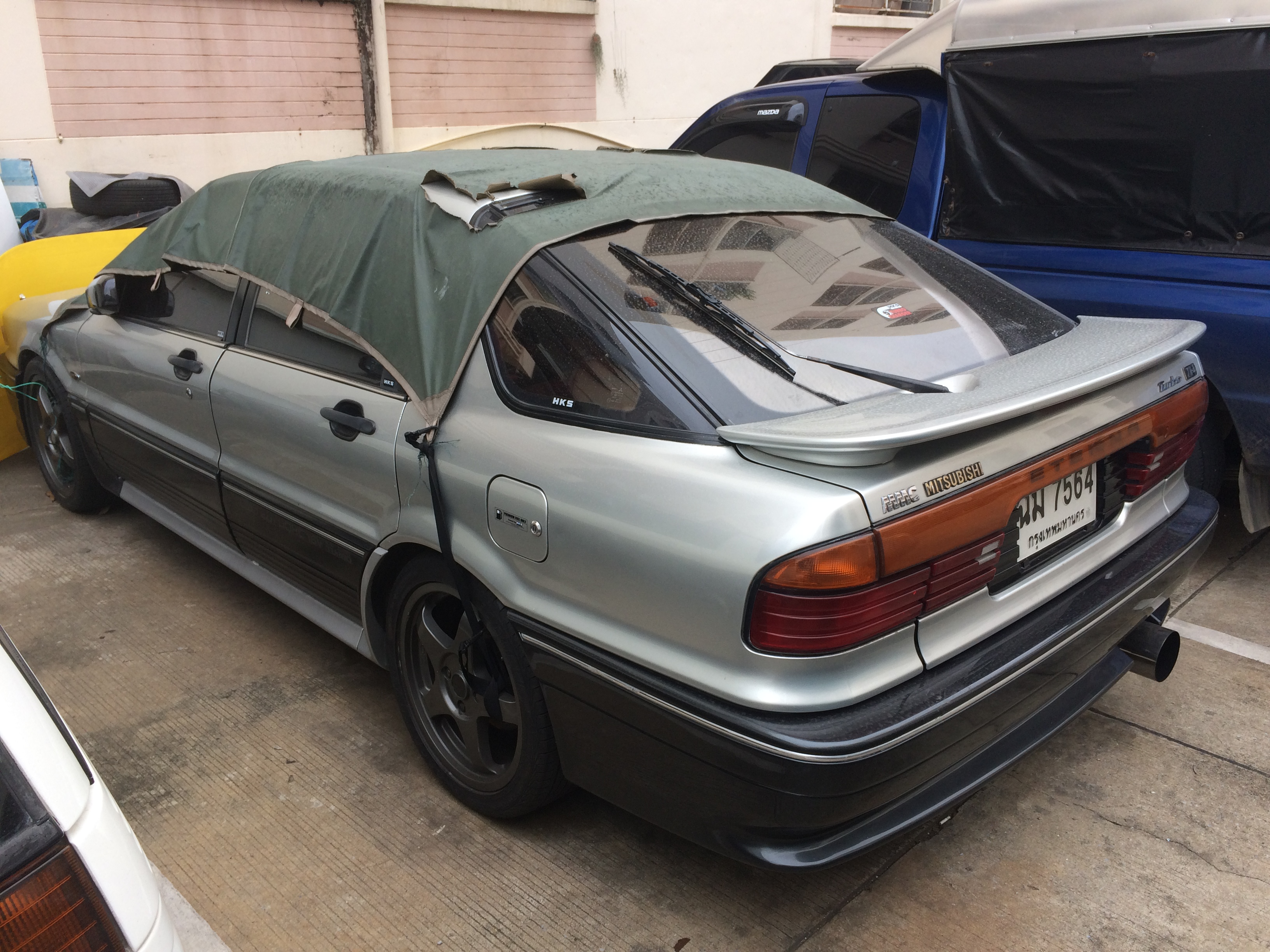
五門揭背車，攝於泰國
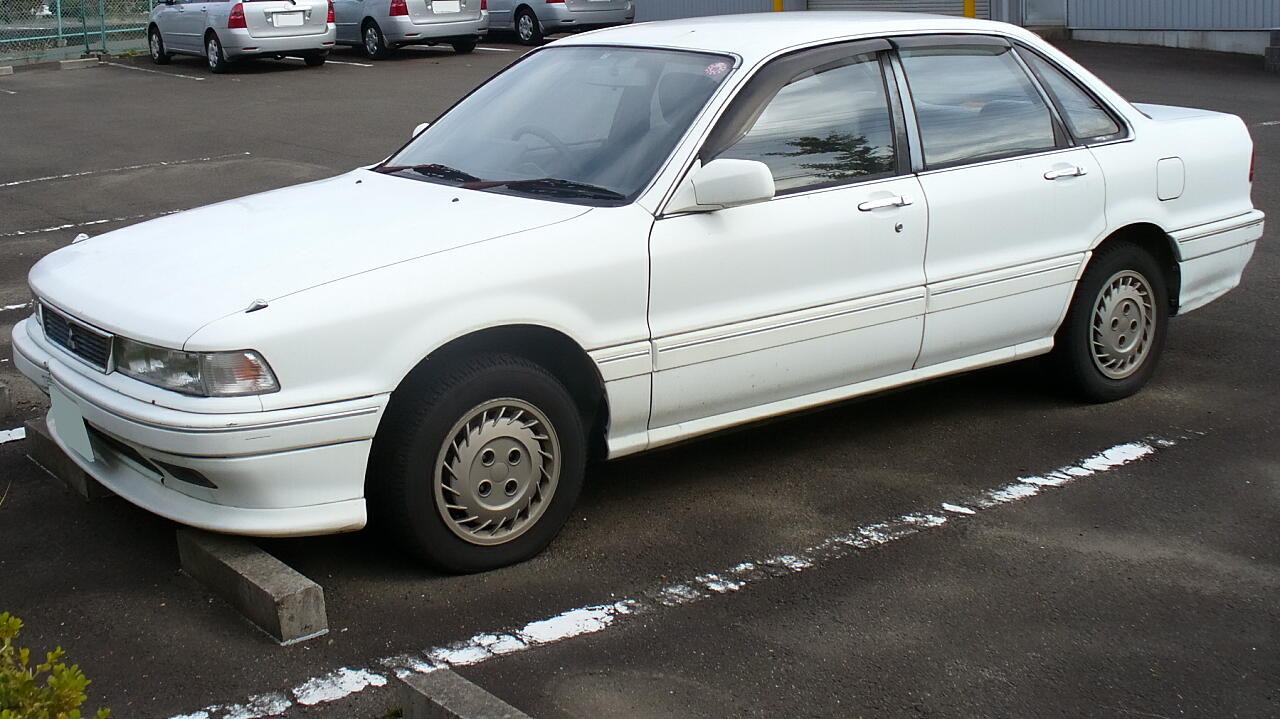
Eterna SAVA

### 第五代E52/53/54/57/64/72/74/77/84A系（1992年-1996年）
1992年 - 5月發表大改款的第五代Eterna，僅保留四門轎車，動力心臟準備了1.8L直列四缸SOHC 4G93型、1.8L V型六缸SOHC 6A11型、2.0L V型六缸SOHC/DOHC 6A12型及2.0L V型六缸DOHC 6A12TT型雙渦輪增壓等五具引擎，搭配五速手排或四速INVECS自排變速箱。同年10月，四門硬頂轎車版的兄弟車「三菱Emeraude」登場，車頭採用進氣壩與多向反射式頭燈一體式的設計，高度矮了3公分，內裝方面比較高級豪華，其餘機械結構並無差異。
1993年 - 1月擴充車型，包含搭載1.8L V型六缸SOHC 6A11型引擎、運動化空力套件及尾翼的「Visage S」、搭載2.0L V型六缸SOHC/DOHC 6A12型引擎的「Visage LS」（SOHC）及「Visage LS-DOHC」等；5月發行特仕車「Visage Special」。
1994年 - 10月進行小改款，前保桿造型改成和三菱Emeraude一致，大燈改成燻黑型，「XX-4」旗艦車型改以「GT」取代，且推出以「GT」為基礎外加大型尾翼的特仕車。「Visage S」的引擎替換成1.8L直列四缸DOHC 4G93型引擎，高階「LX」車型改以「Super Exceed」取代。
1995年 - 10月部分改良，「Visage R」停產，新設「Visage Touring」車型，副手席安全氣囊列入中階以上車型的標準配備。
1996年 - 8月隨著大改款的第八代Galant上市而停產，總生產數量為20,718輛，後繼車種為三菱Aspire。

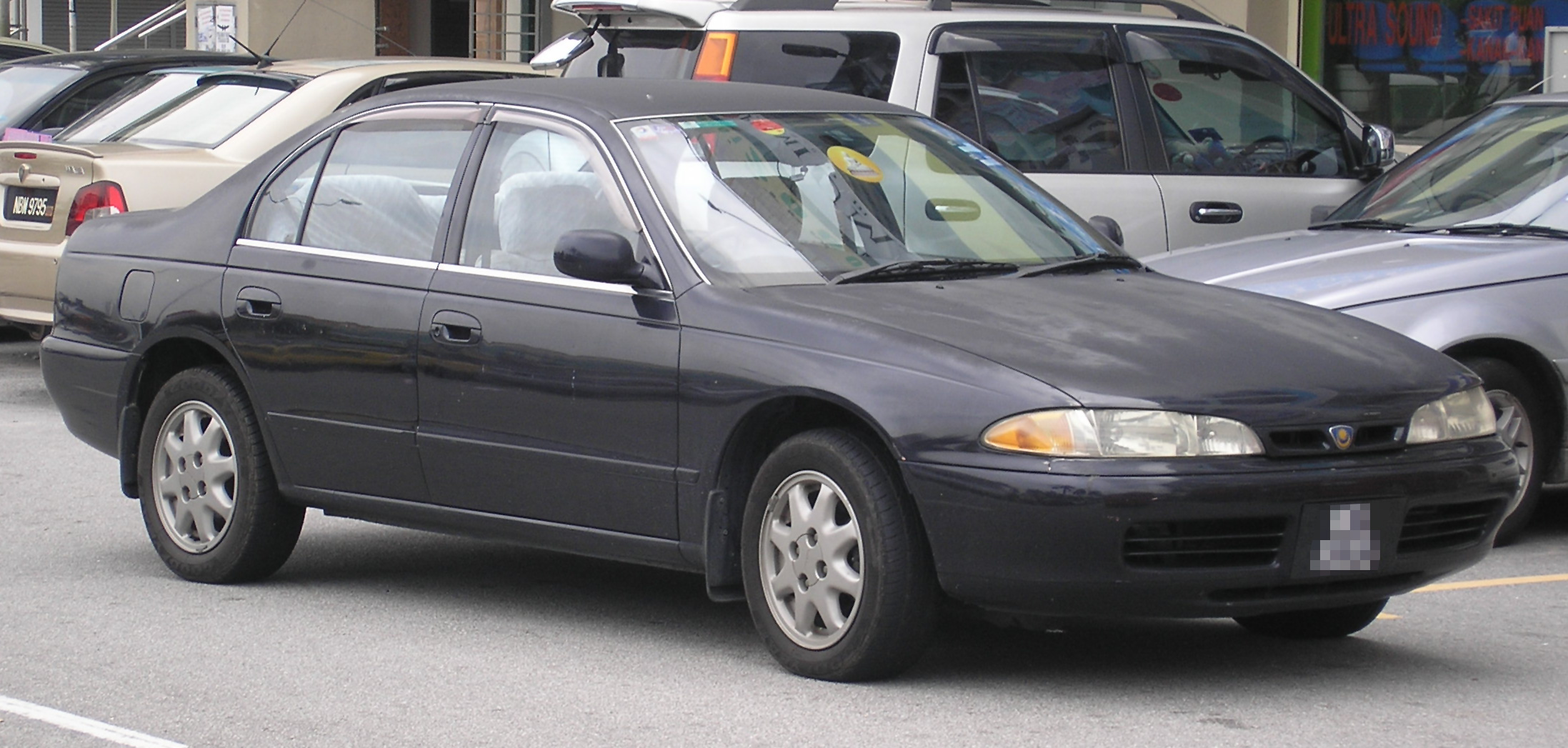
兄弟車寶騰Perdana
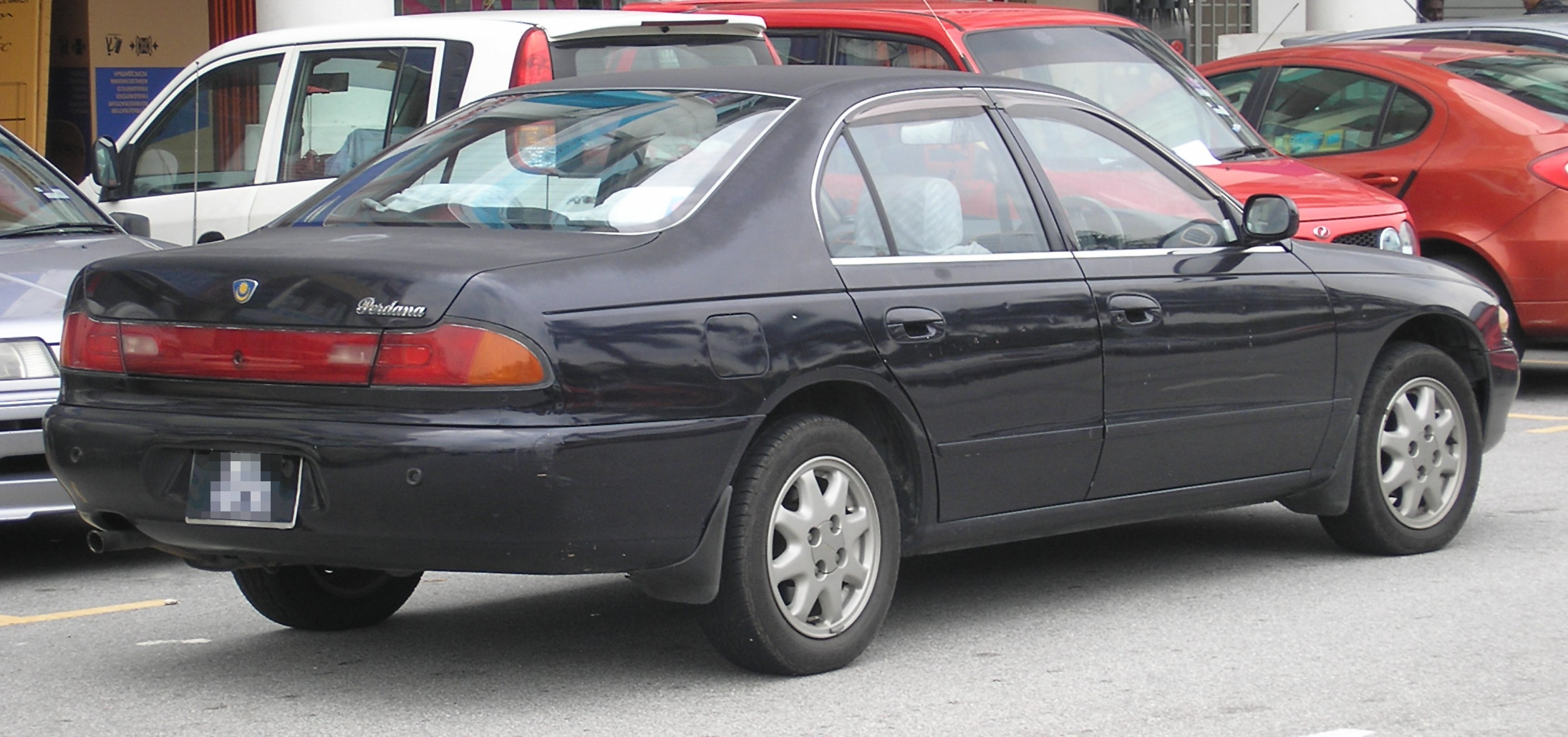
同前

## 相關衍生車款
- 寶騰Perdana

## 外部連結
- （日語）名車文化研究所：エテルナΣ （页面存档备份，存于）
- （日語）「エテルナ、元気？」ギャランとは一味違う三菱カープラザ店の救世主、エテルナSAVA （页面存档备份，存于）